# پیربهار کاج
پیربهار کاج (نام علمی: Erigeron eximius) نام گونه‌ای از سرده پیر بهار است.